# Alfabetets historie
Alfabetets historie - de gamle egyptisk hieroglyffer havde et sæt af omkring 24 hieroglyffer, der kaldes uniliterals, som er glyffer, der giver én lyd. Disse glyffer blev brugt som udtalevink til logogrammer, til at skrive grammatiske bøjninger og senere til at transskribere låneord og udenlandske navne. Skriftsystemet blev brugt en del i det 4. århundrede e.Kr. Men efter at hedenske templer blev lukket, blev det glemt i det 5. århundrede indtil opdagelsen af Rosettastenen. Der var også kileskrift. Skriftsystemet blev brugt til at skrive adskillige gamle sprog. Det blev dog primært brugt til at skrive sumerisk. Den sidste kendte brug af kileskrift var i 75 e.Kr., hvorefter skriften faldt ud af brug.
I middelbronzealderen dukkede et tilsyneladende "alfabetisk" system kendt som proto-sinaitisk skrift op i egyptiske turkisminer på Sinai-halvøen dateret 1840 f.v.t., tilsyneladende efterladt af kana'anæiske arbejdere. Orly Goldwasser har forbundet den analfabetistiske turkisminearbejder graffititeori til oprindelsen af alfabetet. I 1999 opdagede John og Deborah Darnell, amerikanske egyptologer, en tidligere version af dette første alfabet i Wadi el-Hol-dalen i Egypten. Skriftsystemet er dateret til ca. 1800 fvt og viser tegn på at være blevet tilpasset fra specifikke former for egyptiske hieroglyffer, der kunne dateres til ca. 2000 f.v.t., hvilket kraftigt tyder på, at det første alfabet havde udviklet sig omkring den tid. Skriftsystemet var baseret på bogstaver og navne, der menes at være baseret på egyptiske hieroglyffer. Dette skriftsystem havde ingen tegn, der repræsenterede vokaler. Oprindeligt var det sandsynligvis en stavelsesskrift, hvor stavelser er repræsenteret med tegn - men symboler, der ikke var nødvendige, blev fjernet. Det bedst attesterede bronzealderalfabet er ugaritisk, opfundet i Ugarit (Syrien) før det 15. århundrede fvt. Dette var et alfabetisk kileskrift med 30 tegn, inklusive tre, der indikerer en efterfølgende vokal. Dette skriftsystem blev ikke brugt efter ødelæggelsen af Ugarit i 1178 fvt.
Den proto-sinaitiske skrift udviklede sig til sidst til det fønikiske alfabet, konventionelt kaldet "proto-kanaanæisk" før ca. 1050 fvt. Den ældste tekst i fønikisk skrift er en inskription på kong Ahirams sarkofag ca. 1000 fvt. Dette skriftsystem er det overordnede skriftsystem for alle vestlige alfabeter. I det tiende århundrede fvt adskiller to andre former sig, kana'anæisk og aramæisk. Det aramæiske gav anledning til det hebraiske alfabet .
Det sydarabiske alfabet, et søsterskrift til det fønikiske alfabet, er det skriftsystem, hvorfra Ge'ez-alfabetet, en abugida, et skriftsystem, hvor konsonant-vokalsekvenser er skrevet som enheder, som blev brugt omkring Afrikas horn, stammer fra. Vokalløse alfabeter kaldes abjads, i øjeblikket eksemplificeret i andre som arabisk, hebraisk og syrisk. Udeladelsen af vokaler var ikke altid en tilfredsstillende løsning på grund af behovet for at bevare hellige tekster. "Svage" konsonanter bruges til at angive vokaler. Disse bogstaver har en dobbelt funktion, da de også kan bruges som rene konsonanter.
Den proto-sinaitiske skriftsystem og den ugaritiske skriftsystem var de første skriftsystemer med et begrænset antal tegn i stedet for at bruge mange forskellige tegn for ord, i modsætning til de andre meget brugte skriftsystemer på det tidspunkt, kileskrift, egyptiske hieroglyffer og lineær B. Det fønikiske skrift var sandsynligvis det første fonemiske skrift og det indeholdt kun omkring to dusin forskellige bogstaver, hvilket gør det til et skrift, der er enkelt nok for handlende at lære. En anden fordel ved det fønikiske alfabet var, at det kunne skrive forskellige sprog, da det optog ord fonemisk.
Den fønikiske skrift blev spredt rundt om Middelhavet af fønikerne. Det græske alfabet var det første alfabet, hvor vokaler har uafhængige bogstavformer adskilt fra konsonanters. Grækerne valgte bogstaver, der repræsenterede lyde, der ikke fandtes på fønikisk til at repræsentere vokaler. Det stavelsesformede Linear B, et skrift, der blev brugt af de mykenske grækere fra det 16. århundrede fvt, havde 87 symboler, inklusive fem vokaler. I dets tidlige år var der mange varianter af det græske alfabet, hvilket fik mange forskellige alfabeter til at udvikle sig fra det.